# 宁波经济技术开发区
宁波经济技术开发区是中国建区最早、面积最大的开发区之一。开发区位于浙江省宁波市北仑区，为中华人民共和国商务部评选的国内最佳的5个国家级开发区之一。2002年，宁波经济技术开发区管委会与北仑区政府合并，实行“一套班子，两块牌子”管理模式。

## 历史
1984年10月，中华人民共和国国务院批准建立宁波经济技术开发区，该开发区成为继大连经济技术开发区、秦皇岛经济技术开发区之后中国大陆第三个国家级经济技术开发区。最初的开发区选址于小港街道，面积为3.9平方公里，与五矿、中机联合开发，形成“宁波模式”。1986年，国务院批准北仑港工业区外资企业享受优惠政策，开发区面积达到70平方公里。1993年，宁波经济技术开发区中心迁移到北仑港腹地，此时形成了各种工业小区，2000年以来，各种大项目相继落户。2021年与宁波保税区、宁波北仑港综合保税区、宁波梅山综合保税区、中国（浙江）自由贸易试验区宁波片区、宁波大榭开发区合并组建新的宁波经济技术开发区，同时撤销宁波出口加工区、宁波梅山岛开发建设管理委员会、宁波航天智慧科技城，2022年1月23日正式挂牌成立。

## 功能划分
宁波经济技术开发区目前共有春晓园区、大港工业区、科技创业园、数字科技园、国际物流园区、青峙工业区和开发区联合区域共七个功能区。

## 重要企业
| 外资企业 - 埃克森美孚 - 陶氏化工 - 可口可乐 - 英国石油 - 飞利浦 - 伊藤忠 - 三菱 - 三星 - 奇美电子 | 本土企业 - 吉利控股 - 海天塑机 - 球冠电缆 - 贝发文具 - 申洲集团 - 宝新不锈钢 |

## 交通
宁波经济技术开发区交通便捷。宁波舟山港北仑港区与开发区毗邻，为全球五佳港口之一，设有25万吨级原油码头，20万吨级卸矿码头，5万吨液体化工专用泊位及第六代国际集装箱专用泊位。北仑支线铁路到达开发区所在区域，通过萧甬铁路和甬台温铁路连接全国铁路网。大碶疏港高速公路也经过开发区。规划中的宁波轨道交通1号线和2号线将通过开发区。